# 根德
根德（德語：Grundig），是德国一家消费电子产品制造商，由土耳其Koç财团控股。

## 历史

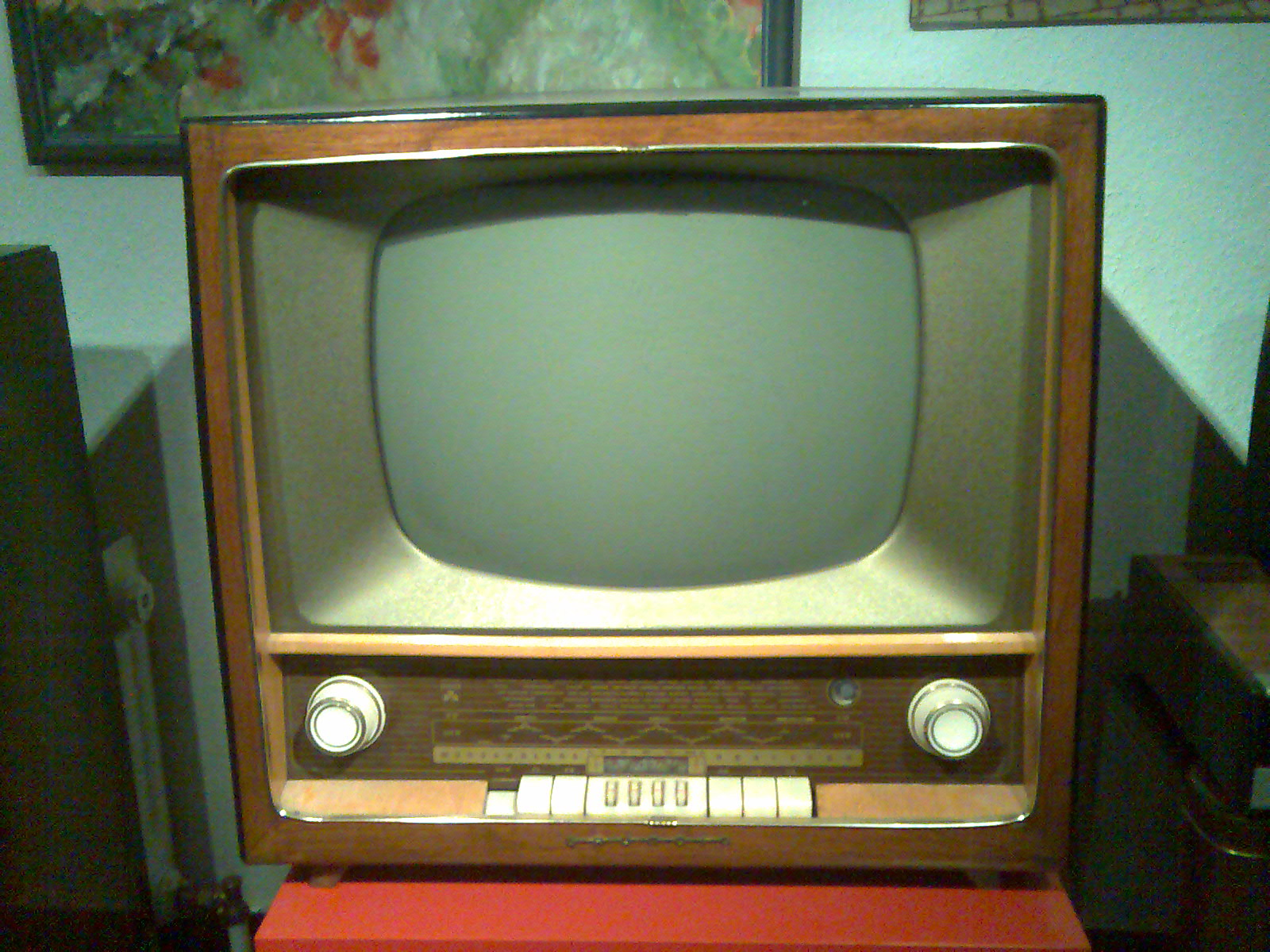
1957年，根德生產的黑白電視機

1945年由马科斯·根德于德国纽伦堡创立。公司几经易手，最终成为土耳其Koç财团的一部分。2007年，在购买了根德之后，Koc将其所属的Beko Elektronik白色家电以及消费电子产品更名为Grundig Elektronik A.Ş., 2009年2月27日宣布决定与Arçelik A.Ş.合并。. 
公司的历史从1930年一个名为Fuerth, Grundig & Wurzer (RVF)的收音机商店开始。二次大战以后，马科斯·根德看到了德国对于收音机的需求，在菲尔特建设了一所工厂，并于1947年生产出第一款产品。1951年，随着公司快速发展，根德的第一台电视机诞生。此时根德成为欧洲最大的收音机制造商。其纽伦堡、法兰克福和卡尔斯鲁厄的分部也相继成立。1960年，位于北爱尔兰贝尔法斯特的根德的第一家境外工厂生产出了磁带录音机。

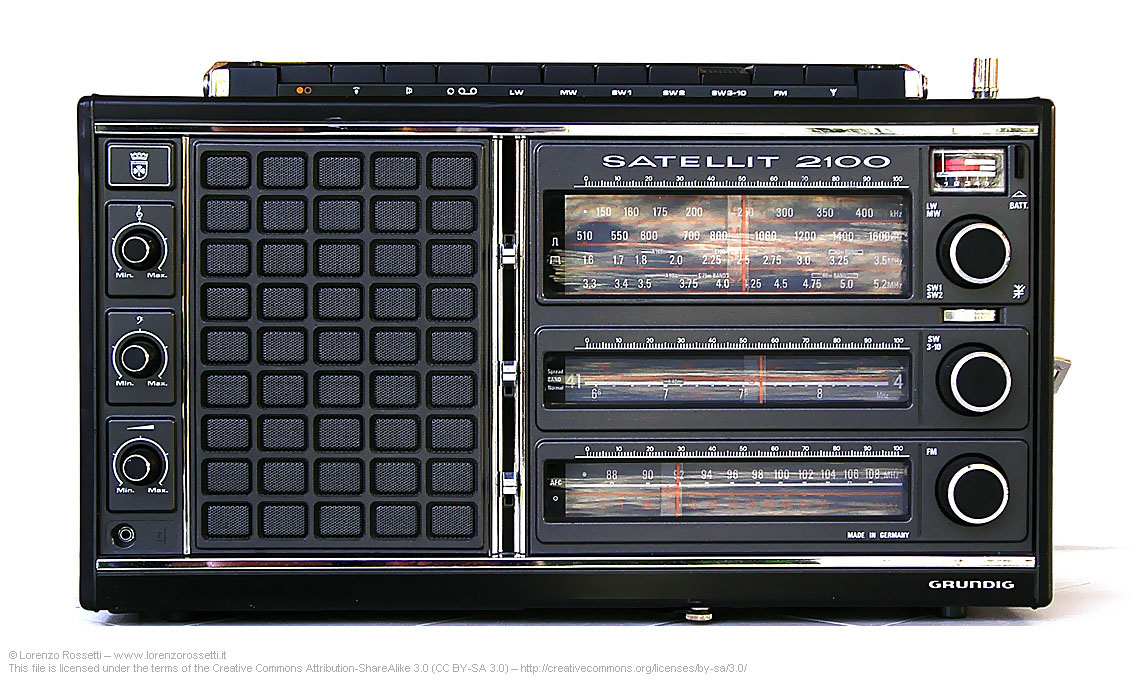
根德卫星2100收音机(1970年代初)

1972年，根德有限公司改组为根德股份公司。此后飞利浦开始增持根德公司的股份，直至1993年，完全控股了根德。1998年，因业绩不佳，飞利浦将根德出售给一家巴伐利亚的财团。
2000年6月底，公司搬迁了位菲尔特和纽伦堡的总部；翌年根德亏损了128.1万欧元。2002年秋天，根德的银行減少对根德的贷款额。根德公司最终于2003年4月宣布破产，并将其卫星设备，分部出售给汤姆逊公司。2004年，英国的Alba plc联同Koc旗下的Beko，收购了根德的家庭跨媒体系统、消费电子部门。2007年，Alba将其一半产业，以5030万美元价格出售给Beko，但保留在2010年前在英国，及2012年前在澳洲使用根德商标的许可。
在美国，带有根德标志的产品是由位于加利福尼亚州帕罗奥图的Eton Corporation制造。西班牙的Grupo Vitelcom公司被许可使用根德移动的商标来制造移动电话设备，汽车配件公司Delphi被许可生产根德牌汽车收音机。
2007年，根德移动发布了一款名为U900的Linux移动电话。
集團總部如此設於法蘭克福，全球員工達千六人。公司分小型家電、大型家電和消費電子部分。

## 相关产品
- Grundig satellit 205  (1964-1966)
- Grundig satellit 208  (1967-1968)
- Grundig satellit 210  (1969-1971)
- Grundig satellit 1000 (1972-1973)
- Grundig satellit 2000 (1973-1975)
- Grundig satellit 2100 (1976-1979)
- Grundig satellit 3000 digital 1977-1978)
- Grundig satellit 650  (1986-1991)
- Grundig satellit 700  (1992-1996)
- Grundig satellit 900  (1996)